# Doleritsteinbruch von Plussulien

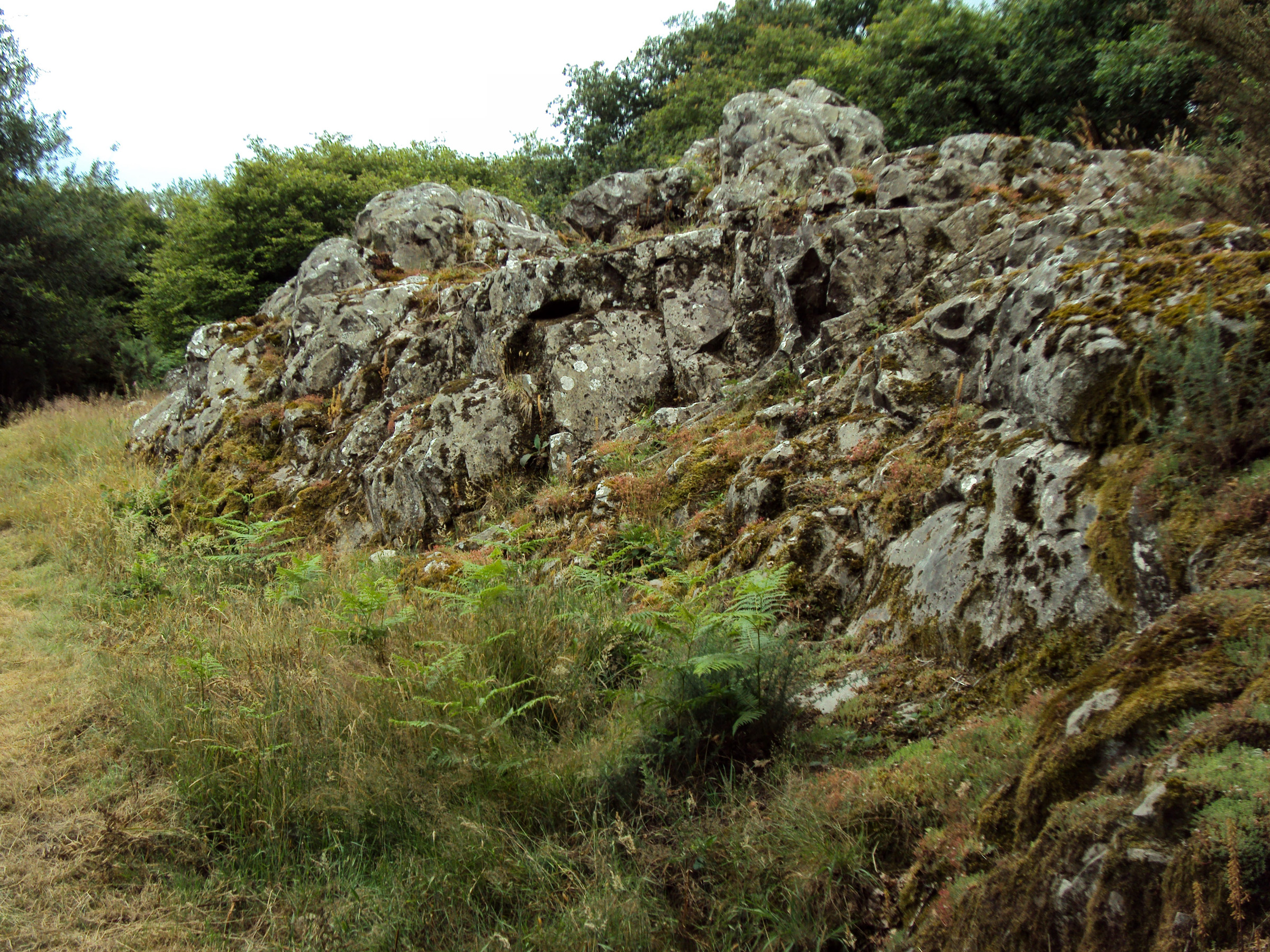
Doleritsteinbruch von Plussulien

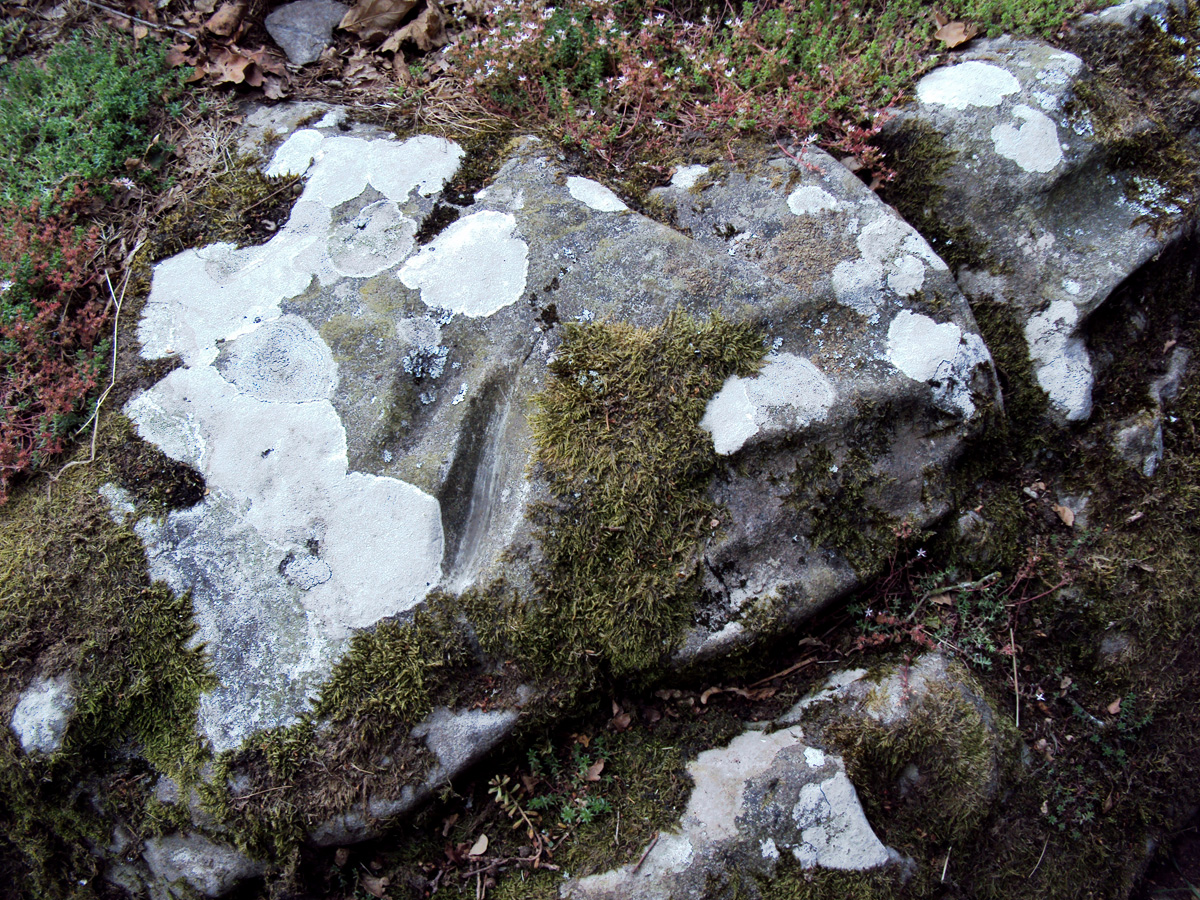
Detail eines Doleritfelsens im Steinbruch

Der Doleritsteinbruch von Plussulien oder Sélédun-Quelfennec ist eine archäologische Stätte, die 1964 von Charles-Tanguy Le Roux in Plussulien, etwa 40 Kilometer südwestlich von Saint-Brieuc im Süden des Département Côtes-d’Armor entdeckt und bis 1976 ausgegraben wurde.
Der Doleritsteinbruch wurde in der Jungsteinzeit von 3500 bis 1800 v. Chr. intensiv für die Gewinnung von Metadolerit Typ A zur Herstellung von geschliffenen Äxten genutzt. Der Steinbruch beim Weiler Quélfenec (auch in der Schreibweise Quelfennec) südlich von Plussulien erstreckt sich über fast 310 Meter.
Die Produktion wird auf 5000 Äxte pro Jahr geschätzt, das heißt, es wurden 2 bis 3 Millionen Äxte und andere Werkzeuge produziert. Die Äxte wurden in Westfrankreich (von der Normandie bis zum Languedoc), aber auch in Nordwesteuropa, auf den Britischen Inseln und in Belgien gefunden. Die Steinäxte wurden benutzt, um die großen Rodungen durchzuführen, die eine Ausdehnung der landwirtschaftlich nutzbaren Flächen erlaubten. Es ist die besondere Härte des Dolerits in diesem Steinbruch, die eine Bearbeitung ohne übermäßige Sprödigkeit gewährleistete und das Interesse an diesem Material zur Herstellung von Steinäxten erklärt. Die Axtproduktion scheint wegen der Nutzung von Metallwerkzeugen ab der Bronzezeit allmählich aufgegeben worden zu sein.